# Istoria Sudanului
Cunoscut în antichitate sub numele de Țara Kuș sau Nubia, teritoriul Sudanului întreține din mileniul III î.Hr. intense relații comerciale cu Egiptul faraonic. 

În timpul Regatului Nou (sec. 16 - 12 î.Hr.), Egiptul înglobează valea Nilului între prima și cea de-a patra cataractă a fluviului sub forma unui viceregat. Regatul Nubian cu reședința la Napata, constituit în secolul 10 î.Hr., stăpânește în timpul dinastiei a 25-a egiptene (numită și dinastia nubiană), între 745 și 650 î.Hr., și Egiptul. 

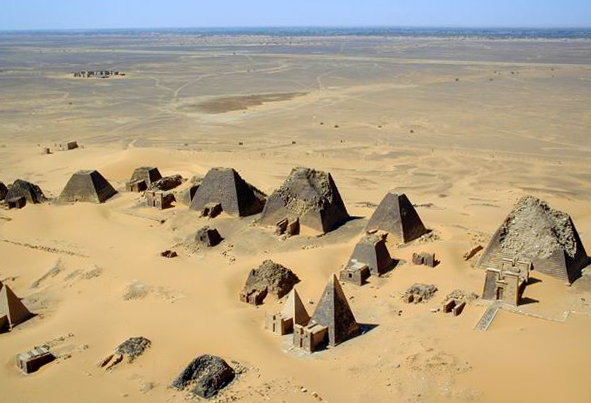
Piramidele de la Moroë

După izgonirea ultimului faraon nubian din Egipt (650 î.Hr.), descendenții dinastiei domnesc asupra Nubiei încă un mileniu - în Regatul de la Napata, apoi în Regatul Meroë (secolul al IV-lea î.Hr. - secolul al IV-lea). Sub loviturile regatului etiopian Aksum, statul Meroë se destramă între 320 și 350. Dintre noile formațiuni statale constituite acum se impun regatele Makuria (cu reședința la Dongola) în nord și Alwa (cu centrul la Loba) în sud, care adoptă în secolul 6 creștinismul. 

După cucerirea Egiptului (641/642) arabii pătrund și în Sudan septentrional, dar cele două regate creștine, deși izolate, reușesc să se mențină încă 7 secole până la definitiva cucerire islamică - Makuria în 1314 iar Alwa în 1504. 

În secolul 15 se constituie puternicul sultanat de la Darfur cu reședința la Sennar, pe Nilul Albastru, care joacă un rol important în comerțul dintre Egipt, Etiopia, Africa Centrală și Arabia. Sultanatul de la Sennar, care contribuie la răspândirea islamului, se destramă după 1750. 

Muhammed Ali Pașa, conducătorul Egiptului (1805 - 1848), începe în 1820 - 1822 cucerirea Sudanului, încheiată în 1874. Este pentru prima dată în istorie când întreg teritoriu sudanez este reunit sub o unică autoritate. Transformat de facto într-o colonie a Egiptului, Sudanul ia acum contact cu lumea modernă, sunt construite primele căi ferate, este introdusă cultura bumbacului, se deschid primele școli. 
Izbucnită în 1881, răscoala antiegipteană condusă de predicatorul religios Mohammad Ahmed, numit și al-Mahdi (1844 - 1885) reușește să dobândească, după cucerirea orașului Khartoum în 1885, controlul asupra întregii țări, pe care îl păstrează până în 1898. Marea Britanie, care își instaurase în 1882 protectoratul asupra Egiptului, inițiază, sprijinită și de forțe egiptene, recucerirea Sudanului (1896 -1898). După înfrângerea mișcării mahdiste în bătălia de la Omdourman (1898), Sudanul este proclamat condominium anglo-egiptean (1899 - 1955), fiind administrat de facto ca o colonie a Marii Britanii. 
La Fashoda în Sudan, are loc în 1898 celebrul incident între forțele expediționare franceze și engleze, care aduce cele două puteri coloniale în pragul războiului. Administrația britanică izolează sudul (treimea meridională a Sudanului), populat de triburi africane (încurajând totodată aici răspândirea creștinismului), de nordul conservator, arab și islamic, adâncind astfel prăpastia dintre cele două părți ale țării. 

După ce un plebiscit respinge în 1955 unirea cu Egiptul vecin, Sudanul își proclamă la 1 ianuarie 1956 independența. 
 
La 12 noiembrie 1956 devine membru ONU. 
Opoziția dintre nordul hegemonist și sudul marginalizat (care revendică dreptul la independență) degenerează într-un sângeros război civil, din chiar clipa independenței. Războiul civil, care continuă și astăzi, creează premisele intervenției forțelor armate pe scena politică, încât guvernele civile (1956 - 1958, 1964-1969, 1986 - 1989, 1993 -) alternează cu cele militare (1958 - 1964, 1969 - 1986, 1989 - 1993).